# Begonia involucrata
Espèce
Synonymes
- Begonia broussonetiifolia A.DC.[1]
- Begonia involucrata var. purpurascens Fotsch[1]
- Begonia laciniosa A.DC.[1]
- Begonia metachroa Fotsch[1] [2]
- Gireoudia involucrata (Liebm.) Klotzsch[1]
- Gireoudia laciniata Klotzsch[1]

Begonia involucrata est une espèce de plantes de la famille des Begoniaceae. Ce bégonia est originaire d'Amérique centrale. L'espèce fait partie de la section Gireoudia. Elle a été décrite en 1852 par Frederik Michael Liebmann (1813-1856). L'épithète spécifique involucrata signifie « dotée de bractées entourant plusieurs fleurs ».

## Répartition géographique
Cette espèce est originaire des pays suivants : Costa Rica ; Panama.

## Liste des variétés
Selon Tropicos (7 février 2017) :
- variété Begonia involucrata var. purpurascens hort. ex Fotsch